# Nigers flag
Nigers nationalflag består af tre lige brede, vandrette bånd i farverne orange (øverst), hvid og grøn. Midtstillet i det hvide bånd ses en orange skive, der repræsenterer solen.
Flaget ligner Indiens flag, som dog har et blåt hjul i stedet for den orange sol.
| Flag | Spire Denne artikel om flag eller vexillologi er en spire som bør udbygges. Du er velkommen til at hjælpe Wikipedia ved at udvide den. |